# Alun Dua (Pagar Alam Utara)
Alun Dua is een bestuurslaag in het regentschap Pagar Alam van de provincie Zuid-Sumatra, Indonesië. Alun Dua telt 2667 inwoners (volkstelling 2010).